# Il leone di Tebe
Il leone di Tebe è un film del 1964 diretto da Giorgio Ferroni.

## Trama
Finita la guerra di Troia, tutti i principi greci vincitori tornano in patria. Ma le navi di Menelao vengono colpite da una tempesta e naufragano sulle coste dell'Egitto. Gli unici a salvarsi sono Elena di Troia e un fedele soldato. Verranno ospitati alla corte del faraone che si innamorerà di Elena.